# Laccase
Laccasen (EC 1.10.3.2) sind kupferhaltige, „blaue“ Enzyme, die in vielen Pflanzen, Pilzen und Mikroorganismen vorkommen. Die erste Laccase wurde bereits 1883 aus dem Pflanzensaft des japanischen Lackbaumes (Rhus vernicifera) isoliert. Daher wurde der Name Laccase für dieses Enzym gewählt. Laccasen wurden in den biologischen Domänen der Eukaryoten und Prokaryoten nachgewiesen; ubiquitär sind sie in Weißfäulepilzen, kommen aber auch in holzigen Pflanzen vor, wo sie an der Ligninsynthese beteiligt sind, ebenso in manchen Insekten (z. B. Wespengift) und auch Bakterien (z. B. Bacillus subtilis).
Laccasen katalysieren die gekoppelte Oxidation phenolischer Substanzen mit der Reduktion von Sauerstoff. Dabei wird die Phenolgruppe zu einem Radikal oxidiert, während Sauerstoff zu Wasser reduziert wird:
{\displaystyle \mathrm {4\ Ar{\text{-}}OH+O_{2}{\xrightarrow {Laccase}}\ 4\ Ar{\text{-}}O^{.}+2\ H_{2}O} }
Laccasen zählen damit zu den  Oxidoreduktasen, wegen ihrer Substratspezifität werden sie auch als Monophenoloxidase bezeichnet. Das katalytisch aktive Zentrum enthält vier Kupferionen, die nach ihren spektroskopischen Eigenschaften unterschieden werden können. Das „blaue“ Typ-1-Kupferion ist an der Substratoxidation beteiligt; ein Typ-2- und zwei Typ-3-Kupferionen bilden einen trinuklearen Cluster, der Sauerstoff bindet und zu Wasser reduziert. Die erste Kristallstruktur einer Laccase wurde 2002 veröffentlicht, diese stammt aus dem Pilz Trametes versicolor.
Aktive Laccasen können leicht detektiert werden, da sie die chromogenen Substrate ABTS, Syringaldazin und Guajacol zu oxidieren vermögen. 
Laccasen werden industriell zur Bleichung von Zellstoff in der Papierindustrie, der Bleichung von Textilfarben, bei der Herstellung von Weinkorken und in weiteren Anwendungen eingesetzt.